# Ularice
Ularice (en cyrillique : Уларице) est un village de Bosnie-Herzégovine. Il est situé dans la municipalité d'Usora, dans le canton de Zenica-Doboj et dans la fédération de Bosnie-et-Herzégovine. Selon les premiers résultats du recensement bosnien de 2013, il compte 801 habitants.
Avant la guerre de Bosnie-Herzégovine, le village faisait partie de la municipalité de Doboj.

## Démographie

### Évolution historique de la population dans la localité
| 1948 | 1953 | 1961 | 1971  | 1981  | 1991  | 2013 |
| ---- | ---- | ---- | ----- | ----- | ----- | ---- |
| -    | -    | 902  | 1 088 | 1 130 | 1 147 | 801  |

|  |